# Roy Chapman Andrews

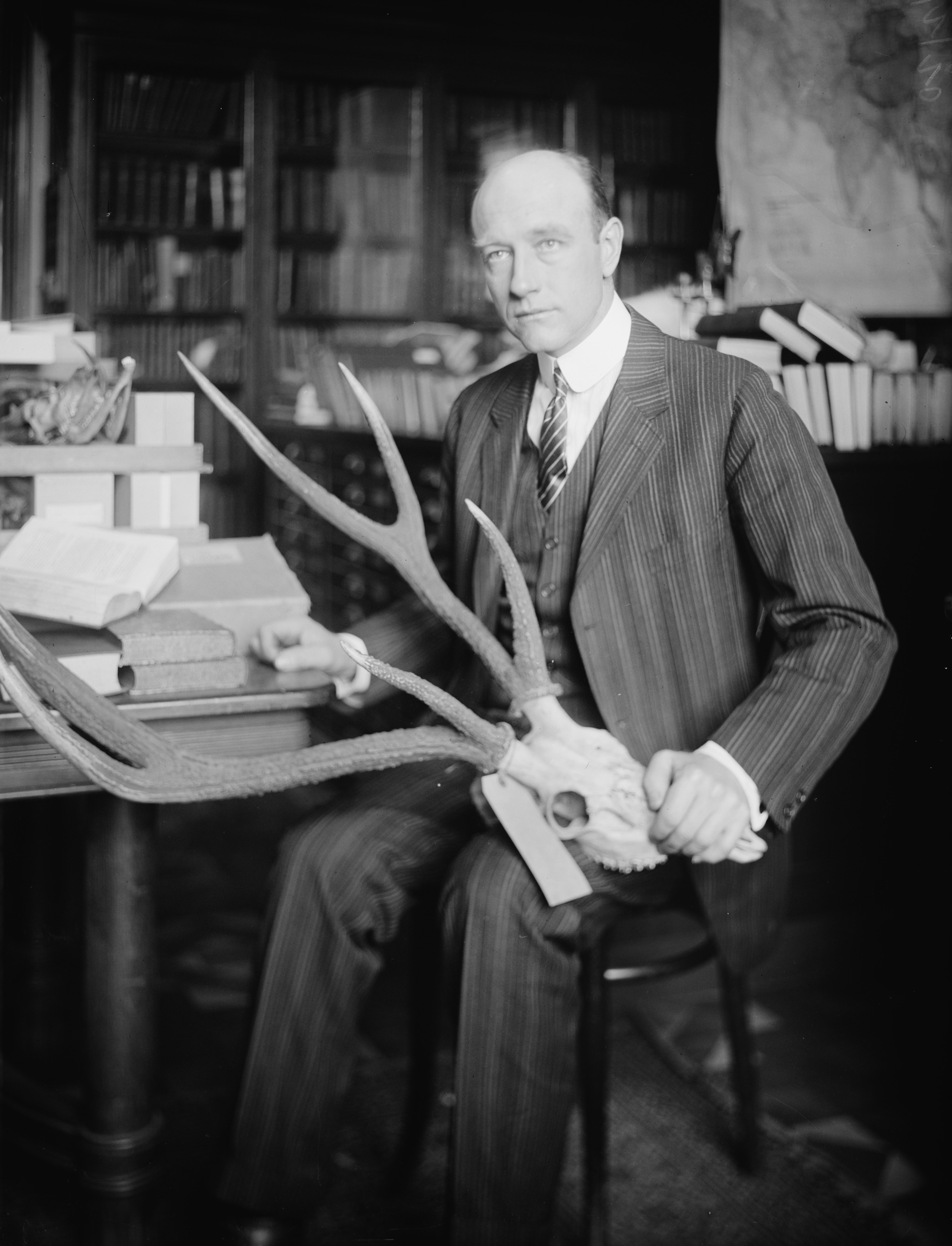
Roy Chapman Andrews

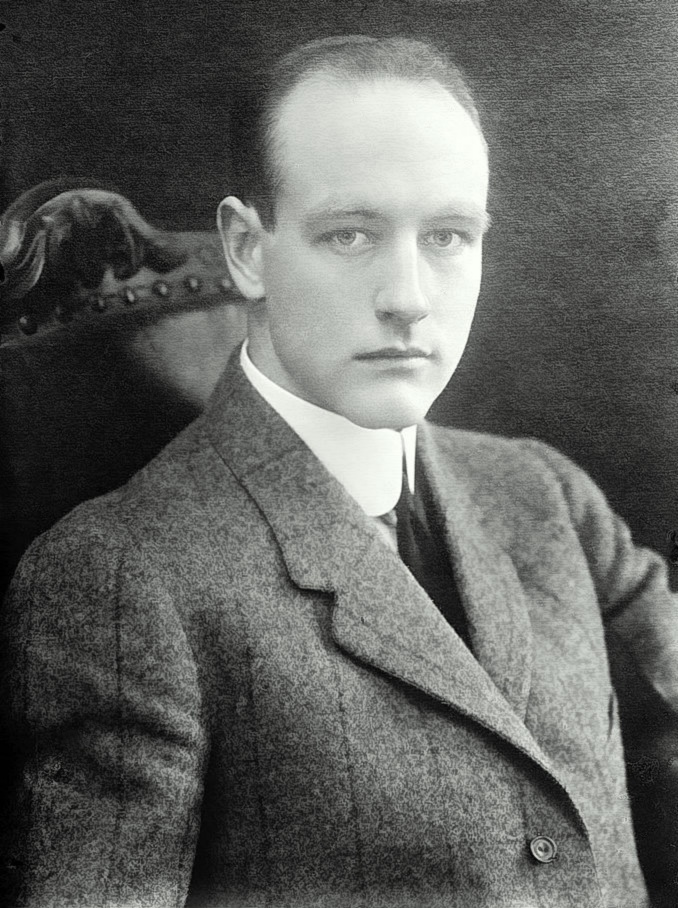
Roy Chapman Andrews in 1913

Roy Chapman Andrews (Beloit (Wisconsin), 26 januari 1884 – Carmel-by-the-Sea, 11 maart 1960) was een Amerikaans ontdekkingsreiziger en paleontoloog die directeur werd van het American Museum of Natural History. Hij reisde in het begin van de 20e eeuw naar de Gobiwoestijn in Mongolië en vond er fossiele eieren van dinosauriërs. Hij prijkte op 29 oktober 1923 op de cover van Time Magazine.
Douglas Preston van het American Museum of Natural History schreef: “Andrews is vermoedelijk de echte persoon waarop het filmpersonage Indiana Jones gebaseerd is.” George Lucas of andere filmmakers hebben dit nooit bevestigd. Ook kolonel Percy Fawcett wordt wel genoemd als inspiratiebron voor Indiana Jones.

## Biografie

### Jeugd
Als kind verkende hij wateren, wouden en weiden, en leerde met scherp schieten. Hij leerde zelfstandig taxidermie en verdiende daar wat geld mee, dat hij investeerde in een opleiding aan het Beloit College. Toen hij afgestudeerd was, solliciteerde hij bij het American Museum of Natural History te New York. Omdat er geen post vrij was voor iemand met zijn opleiding, nam hij een post van conciërge aan in de afdeling taxidermie. Hij begon specimens te verzamelen voor het museum. Tegelijk met zijn job studeerde hij aan Columbia University, waar hij een master in mammalogie behaalde.

### Ontdekkingsreizen
Van 1909 tot 1910 zeilde Andrews op de USS Albatross naar Oost-Indië, waar hij slangen en hagedissen verzamelde en zeezoogdieren waarnam. In 1913 zeilde hij samen met de eigenaar John Borden op de schoener Adventuress naar de Arctic. Ze hoopten een Groenlandse walvis mee te brengen voor het American Museum of Natural History, maar dat lukte niet. Andrews maakte wel geslaagde filmopnamen van zeehonden. 
In 1914 trouwde hij met Yvette Borup. Van 1916 tot 1917 leidde het echtpaar de Asiatic Zoological Expedition van het museum door het westen en het zuiden van Yunnan en andere Chinese provincies en ze schreven hun relaas neer in het boek Camps and Trails in China.
In 1920 plande Andrews een expeditie naar Mongolië. Met Dodge wagens reden ze vanuit Beijing naar het westen. In 1922 ontdekten ze een fossiel van Indricotherium, toen nog Baluchitherium genoemd, een reusachtige hoornloze neushoorn. Ze zonden die naar hun museum en hij kwam daar op 19 december toe. In de jaren 20 reisde Andrews opnieuw naar Mongolië op zoek naar de oorsprong van de mens. Hij vond geen menselijke fossielen, maar wel een groot aantal beenderen van dinosauriërs. Tijdens vier reizen in de Gobiwoestijn tussen 1922 en 1925 ontdekte hij Protoceratops, waarvan de soort P. andrewsi naar hem genoemd werd. Hij vond een nest eieren van Protoceratops, later geïdentificeerd als Oviraptor, Pinacosaurus, Saurornithoides, Oviraptor en Velociraptor, allemaal tot dan toe onbekende soorten. Andrewsarchus werd naar  hem genoemd.
Andrews en Henry Fairfield Osborn waren aanhangers van de Out of Asia-theorie. In het woord vooraf bij het boek van Andrews uit 1926 On the Trail of the Ancient Man schreef Henry Fairfield Osborn dat de oorsprong van de hedendaagse mens in Azië ligt en dat hij dat al tientallen jaren voor de expedities naar Azië had voorspeld.
Ze leidden van 1922 tot 1928 verschillende expedities naar Azië, de Centraal-Aziatische Expedities, om de oorsprong van de mens op te sporen. Andrews en zijn ploeg vonden veel beenderen van dinosauriërs en fossiele zoogdieren en nesten met eieren van dinosauriërs. Andrews bracht verslag uit in zijn boek The New Conquest of Central Asia.
Op 13 juli 1923 ontdekten ze de eerste eieren van dinosauriërs. Ze dachten eerst, dat ze van een ceratopia Protoceratops waren, maar in 1995 werd vastgesteld dat ze van de theropode Oviraptor waren. Walter W. Granger vond een schedel uit het krijt. In 1925 kwam een brief van het American Museum of Natural History dat het om een zeldzame en waardevolle schedel van een zoogdier ging. Ze vonden er nog. In 1926 en 1927 werden de expedities stilgelegd. In 1928 namen de Chinese autoriteiten de vondsten in beslag, maar ze werden later teruggegeven. De expeditie van 1929 werd geschrapt. In 1930 maakte Andrews een laatste reis en ontdekte hij fossielen van de mastodont. De filmmaker James B. Shackelford filmde veel van de reizen van Andrews.

### Terug naar Amerika
Andrews keerde terug naar de Verenigde Staten en scheidde van zijn vrouw, met wie hij twee zonen had. Pas zestig jaar later zou het American Museum of Natural History opnieuw een expeditie naar Mongolië uitrusten op uitnodiging van het Mongools bestuur.
In 1927 werd Andrews erelid van de Boy Scouts of America omdat zijn activiteiten tot de verbeelding van jongens sprak. Een artikel over hem verscheen in Time Magazine van 29 augustus 1927.
Van 1931 tot 1934 was Andrews voorzitter van The Explorers Club in New York, waarvan hij in 1908 lid was geworden, vier jaar na de oprichting.

### Museumdirecteur
In 1934 werd Andrews directeur van het American Museum of Natural History. In 1935 schreef hij in zijn boek The Business of Exploring: "Ik ben geboren om ontdekkingsreiziger te worden. Er was nooit een beslissing te nemen. Ik kon niets anders doen en gelukkig zijn."

### Pensioen
In 1942 ging Andrews met pensioen naar  Carmel-by-the-Sea in Californië. Hij schreef over zijn leven en stierf in 1960. Hij ligt begraven in “Oakwood Cemetery” in zijn geboortestad Beloit.